# Loanhead
Loanhead – miasto w południowo-wschodniej Szkocji, w jednostce administracyjnej (council area) Midlothian, historycznie w hrabstwie o tej samej nazwie, położone około 8 km na południe od centrum Edynburga, na zachodnim brzegu rzeki North Esk. W 2022 roku liczyło 6995 mieszkańców.
Miejscowość uzyskała przywilej targowy pod koniec XVII wieku, w 1884 roku uzyskała status burgh. Lokalna gospodarka opierała się dawniej (XVIII–XX w.) na wydobyciu węgla oraz łupków bitumicznych, a także przemyśle papierniczym. W 1898 roku założone zostało tu przedsiębiorstwo MacTaggart Scott, produkujące podzespoły mechaniczne na potrzeby marynarki wojennej (m.in. katapulty startowe i aerofiniszery), którego siedziba nadal znajduje się w mieście.
Dawniej w mieście znajdowała się stacja kolejowa na zlikwidowanej linii z Edynburga do Roslin i Glencorse.